# Deutsch-Nordischer Lloyd
Der Deutsch-Nordische Lloyd (auch Eisenbahn- und Dampfschiffs-Actien-Gesellschaft Deutsch-Nordischer Lloyd) war eine Aktiengesellschaft mit Sitz in Rostock. Ziel dieser Gesellschaft war es eine direkte Eisenbahnverbindung zwischen Berlin und Kopenhagen zu errichten. Dazu baute sie die Bahnstrecke Bahnstrecke Neustrelitz–Warnemünde errichtete Hafenanlagen in Warnemünde und beschaffte die notwendigen Dampfschiffe. Die Gesellschaft wurde am 10. Juni 1883 gegründet und war eine Tochtergesellschaft der Société belge de chemins de fer, die wiederum im Besitz der Société générale de Belgique war.

## Geschichte
Der Deutsch-Nordische Lloyd war eine Gesellschaft, die für den Bau und Betrieb der Vollbahn Neustrelitz–Rostock–Warnemünde und die Herstellung und den Betrieb einer Dampferlinie von Warnemünde zu einem dänischen Anschlusshafen auf der Insel Falster gegründet wurde. Aufsichtsratsvorsitzender war der Rostocker Bürgermeister Georg Friedrich Adolf Simonis. Auf der Generalversammlung vom 8. Mai 1884 wurde zudem der nachträgliche Bau einer Verbindungsbahn zwischen Vollrathsruhe und Dahmen zum Anschluss der dortigen Zuckerfabrik beschlossen.
Das Kapital setzte sich im März 1884 wie folgt zusammen:
- je 4 500 000 M. St. Prior.-Actien (Lit. A und B), in Stücken zu 500 M., übernommen durch die Société Belge de chemins de fer.
- 6 000 000 M. in 4 % Prior.-Anleihen laut Privileg der Stadt Rostock, garantiert auf die gesamte Bauzeit und die ersten fünf Jahre Eröffnung der ganzen Strecke.
- Großherzogtum Mecklenburg-Schwerin 625 000 M. für Verbesserung des Hafens Warnemünde und zusätzlich 10 000 M. Subvention pro Kilometer der auf diesem Gebiet verlaufenden Strecke sowie 20 000 M. pro Kilometer der Strecke Warnemünde–Rostock.
- Großherzogtum Mecklenburg-Strelitz stellte 6 000 M. Subvention pro Kilometer seiner Strecke.[1]

1894 wurde die Gesellschaft verstaatlicht und ihre Anlagen in die Großherzoglich Mecklenburgische Friedrich-Franz-Eisenbahn integriert.

## Lloydbahn
Bereits kurz nach der Gründung erhielt die Gesellschaft sowohl von Mecklenburg-Schwerin als auch von Mecklenburg-Strelitz die Genehmigung zur Erstellung der sogenannten Lloydbahn. Die Strecke wurde zum 1. Juni 1886 fertiggestellt und nahm ihren Betrieb auf.
Ziel war die Schaffung der kürzesten Eisenbahnverbindung zwischen Berlin und Kopenhagen, die von Neustrelitz im Großherzogtum Mecklenburg-Strelitz über Rostock zum Hafen in Warnemünde führte. Die Gesellschaft wurde unter anderem damit beauftragt, den Hafen auszubauen, um eine regelmäßige Schiffsverbindung zu einem skandinavischen Hafen einzurichten. Finanziell wurde sie durch die mecklenburgischen Großherzogtümer unterstützt. Die geschätzten Baukosten beliefen sich auf 15 Millionen Mark.
Mit der Eröffnung der Bahnstrecke übernahm die Gesellschaft ab dem 26. Juni 1886 die bestehende Postdampferlinie nach Nykøbing Falster, für die neue Schiffe beschafft wurden. Der Hafen auf dänischer Seite wurde nach Gedser verlegt, das mit der seit 1886 bestehenden Bahnstrecke Nykøbing–Gedser Anschluss an das dänische Eisenbahnnetz hatte.
Nach der Verstaatlichung wurden die Lloydbahn und die Dampferlinie durch die Großherzoglich Mecklenburgische Friedrich-Franz-Eisenbahn betrieben.
Die Dampferlinie wurde 1903 durch den Trajekt Warnemünde–Gedser ersetzt.
Von da an verkehrten durchgehende Schnellzüge von Berlin nach Kopenhagen.

## Lokomotiven
| Nummern | spätere Gattung     | Anzahl | Hersteller        | Baujahr(e) | Bauart |
| 1–7     | Mecklenburgische V  | 7      | Hanomag, Henschel | 1884, 1887 | 1B n2  |
| 8, 9    | Mecklenburgische VI | 2      | Henschel          | 1891       | 1B n2  |
| 15, 16  | Mecklenburgische IX | 2      | Henschel          | 1887       | C n2   |
| 21–24   | Mecklenburgische XI | 4      | Egestorff         | 1884       | B n2t  |

## Schiffe
Für den Betrieb der Seestrecke von Warnemünde nach Gedser ließ der Deutsch-Nordische Lloyd bei der AG Vulcan Stettin die beiden Raddampfer Kaiser Wilhelm  und König Christian bauen.

### Kaiser Wilhelm
Länge: 58,34 m Breite: 6,60 m, Tiefgang 3,28 m. Vermessung: 399 BRT, Antrieb: Verbunddampfmaschine 850 PS auf Seitenräder. Geschwindigkeit max. 12,0 Kn. Passagierkapazität 500 Personen.

### König Christian
Länge 58,34 m, Breite 6,58 m, Tiefgang 3,26 m. Vermessung 391 BRT, Antrieb: Verbunddampfmaschine 850 PS auf Seitenräder. Geschwindigkeit max.12,0 Kn. Passagierkapazität 500 Personen.

## Publikationen
- Revidirtes Statut des Deutsch-Nordischen Lloyd, Eisenbahn- und Dampfschiffs-Actiengesellschaft. Adler, Rostock 1886, OCLC 254457232.
- Deutsch-Nordischer Lloyd, Eisenbahn- und Dampfschiffs-Actien-Gesellschaft (Hrsg.): Geschäftsbericht / für das Jahr … Bärensprung, Schwerin, OCLC 723690313.